# Кубок ГДР по волейболу среди мужчин
Кубок ГДР по волейболу среди мужчин — ежегодное соревнование мужских волейбольных команд ГДР. Проводился с 1953 по 1991 годы. Являлся вторым по значимости национальным волейбольным турниром после чемпионата страны. 
Вскоре после объединения Германии в 1991 году были также объединены волейбольные федерации ГДР и ФРГ в единый Немецкий волейбольный союз. В 1992 был проведён первый единый розыгрыш Кубка Германии.

## Победители
| - 1953 «Виссеншафт» Лейпциг - 1954 «Лейпциг» - 1955 «Шталь» Лютерштадт-Айслебен - 1956 «Виссеншафт» Лейпциг - 1957 «Виссеншафт» Лейпциг - 1958 «Виссеншафт» Лейпциг - 1959 «Виссеншафт» Лейпциг - 1960 «Динамо» Берлин - 1961 «Динамо» Карл-Маркс-Штадт - 1962 «Локомотив» Дрезден - 1963 «Виссеншафт» Лейпциг - 1964 «Трактор» Шверин - 1965 «Виссеншафт» Лейпциг - 1966 «Лейпциг» - 1967 «Лейпциг» - 1968 «Динамо» Берлин - 1969 «Виссеншафт-Карлхорст» Берлин - 1970 «Виссеншафт-Карлхорст» Берлин - 1971 ДХФК Лейпциг - 1972 «Виссеншафт-Карлхорст» Берлин | - 1973 «Виссеншафт-Карлхорст» Берлин - 1974 «Виссеншафт-Карлхорст» Берлин - 1975 «Карл-Маркс-Уни» Лейпциг - 1976 «Карл-Маркс-Уни» Лейпциг - 1977 «Форвертс-Штерн-Бухгольц» Шверин - 1978 «Карл-Маркс-Уни» Лейпциг - 1979 «Карл-Маркс-Уни» Лейпциг - 1980 «Форвертс-Вильгельмшаген» Берлин - 1981 «Динамо» Берлин - 1982 «Динамо» Берлин - 1983 «Динамо» Берлин - 1984 ТСК Берлин - 1985 ТСК Берлин - 1986 ТСК Берлин - 1987 «Лейпциг» - 1988 «Трактор» Шверин - 1989 «Трактор» Шверин - 1990 «Динамо» Берлин - 1991 «Берлин» |